# PU2RC
PU2RC(Per-User Unitary Rate Control)는 다중 안테나 무선 네트워크의 시스템 성능을 향상시키기 위해 pre-coding 행렬과 스케줄링 개념 모두를 사용한 발전된 멀티 유저 MIMO 기술이다.

## 배경 기술
싱글 유저 MIMO는 초기에 점대점(point-to-point) 무선 전송 연결의 주파수 효율을 개선하기 위해 개발된 것에 반해 멀티 유저 MIMO는 기지국이 동시에 다수의 사용자와 통신하는 셀룰러 시스템을 위해 개발되었다.

## 원리
PU2RC의 개념은 미국 특허 No.7,324,480 '다중 안테나를 장착한 기지국과 이동국을 포함하는 모바일 커뮤니케이션 장치 및 방법'에서 제안되었다. 최근에 PU2RC는 IEEE 802.16m 시스템 설명 문서(System Description Documentation, SDD)에 채택되었고 3GPP LTE 표준에 이러한 설계 개념이 포함되었다.

## 기술
PU2RC는 최초의 사용 가능한 멀티 유저 MIMO 설계이다. 이 설계로 서로 다른 데이터가 동시에 기지국으로부터 다수의 사용자에게 전송될 수 있다. 기지국은 사용자들로부터 제공 받은 정보를 이용해 서비스 요청을 하는 사용자의 집합 중에서 데이터를 전송 받을 사용자들을 선택한다.
이동 사용자들에게로 전송될 데이터는 전송 전에 미리 정의된 행렬 집합 중에서 선택된 pre-coding 행렬에 의해 다중화된다. 이 설계에서 사용된 pre-coding 행렬을 유니터리(unitary)라고 한다.  유니터리 pre-coding 행렬을 사용함으로써 다른 사용자가 의도되지 않은 사용자에게 미치는 간섭의 측정이 용이해진다.

## 같이 보기
- MU-MIMO